# Armageddon (film, 1997)
Cet article concerne le film de Gordon Chan. Pour le film de Michael Bay, voir Armageddon (film, 1998).
Pour les articles homonymes, voir Armageddon (homonymie).
Armageddon (天地雄心, Tin dei hung sam) est un film hongkongais réalisé par Gordon Chan, sorti en 1997.

## Fiche technique
- Titre : Armageddon
- Titre original : 天地雄心 (Tin dei hung sam)
- Réalisation : Gordon Chan
- Scénario : Gordon Chan et Vincent Kok
- Production : Gordon Chan et Stanley Wu
- Musique : Chan Kwong-Wing
- Photographie : Horace Wong
- Montage : Chan Ki-hop
- Direction artistique : Alfred Yau
- Pays d'origine : Hong Kong
- Format : Couleurs - 1,85:1 - Dolby Digital - 35 mm
- Genre : Action, fantastique
- Durée : 112 minutes
- Dates de sortie : 
  - Hong Kong : 22 mars 1997

## Distribution
- Andy Lau : Dr. Tak Ken
- Michelle Reis : Adele
- Anthony Wong : Chiu Tai-Pang
- Claudia Lau : Supt. Ivy Yip
- Vincent Kok : T.C.
- Kim Penn : Sharon
- Takeshi Kokoru : Mr. Sato

## Distinctions
- Prix du film du mérite, lors des Hong Kong Film Critics Society Awards 1998.